# Slag bij Gaugamela
De Slag bij Gaugamela in 331 v.Chr. was een Griekse overwinning op het Perzische Rijk van de Achaemeniden. De veldslag besliste de veroveringstocht van Alexander de Grote tegen de Achaemeniden in zijn voordeel. 
De slag bij Gaugamela was waarschijnlijk de eerste keer dat een Europees leger werd geconfronteerd met krijgsolifanten. De vijftien olifanten, gepositioneerd in het centrum van de Perzische linie, beangstigden de Macedonische troepen zozeer, dat Alexander zich genoodzaakt voelde om de avond voor de slag een offer te brengen aan Phobos, de god van de angst. De olifanten hebben in het verloop van de slag echter geen grote rol gespeeld.

## Achtergrond
Op 1 oktober 331 v.Chr. werd door de confrontatie tussen twee legers in Mesopotamië het lot van het Perzische rijk bezegeld. Het grootste van de twee was het leger van koning der koningen (Sjahansjah) Darius III, oppermachtig heerser over het gebied tussen de Eufraat en Afghanistan. Zijn tegenstander was de Macedonische Alexander de Grote. Darius had Alexander een grote som geld aangeboden in een poging de vrede te bewaren, waarop Parmenion, een van Alexanders generaals, had opgemerkt: "ik zou het aanpakken, als ik u was". Alexander antwoordde: "Ja, ik ook, als ik u was."
Toen Alexander zijn aanbod afwees, verzamelde Darius een leger van een kwart miljoen soldaten, onder wie Scythen uit de streek rond de Zwarte Zee en Bactriërs uit de uitlopers van de Himalaya. 6000 Griekse huurlingen vormden zijn persoonlijke lijfwacht.

## Opstellingen
Alexander de Grote had twee flanken en een centrum. Zijn linkerflank was de Macedonische cavalerie en achter hen de peltasten. Het centrum bestond hoofdzakelijk uit de Macedonische falanx. De rechterflank was loodrecht opgesteld tegenover de falanx. Het bestond uit hoplieten en hypaspisten. De flank was zo opgesteld om de falanx te beschermen tegen de Perzische cavalerie van opzij. De falanx moest tegen het centrum van het Achaemenidische leger vechten, namelijk de elitetroepen van Darius III, de Onsterfelijken. De cavalerie van de linkerflank moest de Perzische cavalerie in het centrum weglokken van hun positie. Dan moest de cavalerie van Macedonië een hoek maken van bijna 180°. De Perzische cavalerie kon hen niet meer volgen want ze werden tegengehouden door de peltasten. Dan konden de falanx (die in tussen had afgerekend met de Perzische infanteristen van het centrum) en de Macedonische cavalerie Darius aanvallen, die ervandoor ging omdat zijn cavalerie weg was.
Darius III had zijn leger van maximum 250.000 soldaten en 40.000 paarden in 2,5 mijl opgesteld zodat Alexanders succesvolle tactiek niet meer werkte. De tactiek heette "de hamer". Alexanders falanx moest dan het centrum aanvallen zodat de cavalerie en de zware infanteristen (hoplieten, hypaspisten) moesten dan langs achteren het leger aanvallen. Dat lukte nu niet omdat de Perzische flank toen te uitgestrekt was om haar te omsingelen. Voor Darius III in het centrum stond een deel van de zware cavalerie en zijn elite infanteristen, de Onsterfelijken. Aan beide kanten van het centrum stonden andere infanteristen van een lagere rang. Aan de linkerkant van het Perzische leger stond de andere helft van de zware cavalerie.

## Verloop

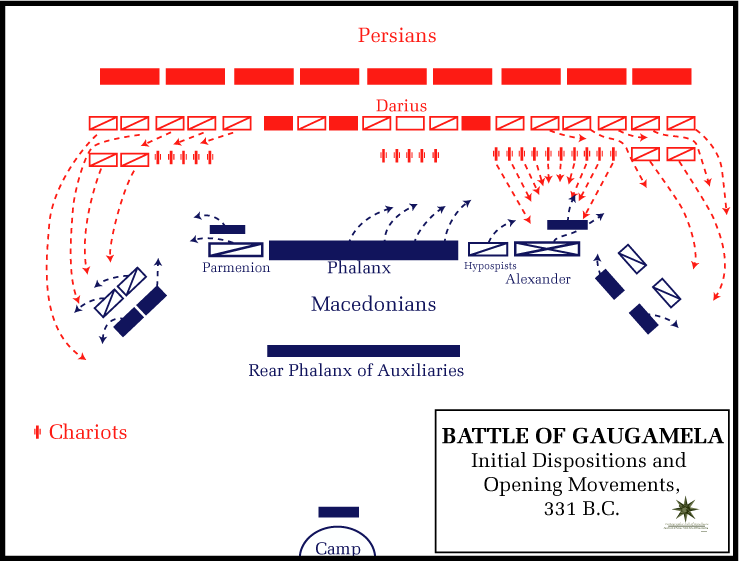
Beginposities van beide legers

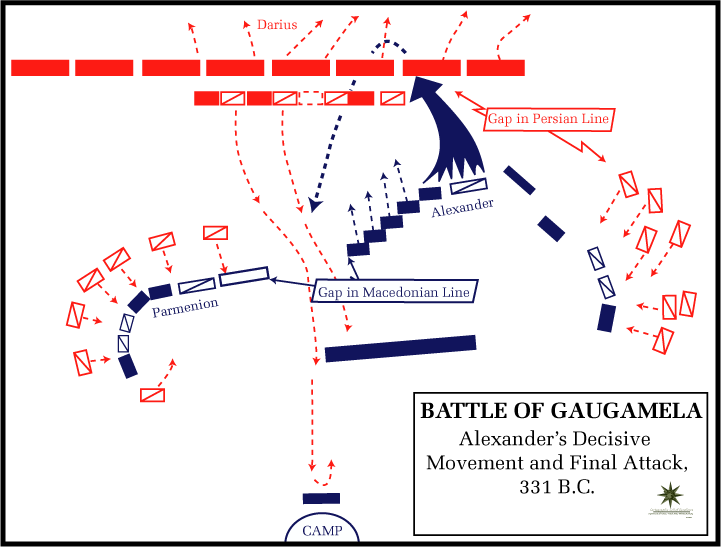
Alexanders beslissende aanval

Bij zonsopgang stelde het leger van Alexander zich uiterst precies op, een stukje links van het Achaemenidische centrum waar Darius zich bevond. Daarna trok het leger op in de richting van de linkerflank van de Achaemeniden. Het bleef hierdoor buiten bereik van de strijdwagens, en de Perzische sjah was gedwongen zijn linkerflank te versterken. Darius moest zijn strijdwagens eerder laten uitrukken dan hij had verwacht, en ze stuitten al naderend op een haag van speren en pijlen. Toen de laatste strijdwagens bij de falanx aankwamen, openden de gelederen zich soepeltjes en konden de wagens zo doorrijden. De falanx was nu kwetsbaar, precies zoals Darius voor ogen had gehad.
Maar zijn strijdwagens hadden te vroeg aangevallen, en de cavalerie die gebruik had moeten maken van de opening in de falanx, stuitte op een tegenaanval van Alexanders lansiers. Snel beval Darius de ruiters aan de rechterzijde om zich in de strijd te mengen, maar het duurde een hele tijd voordat deze de Macedonische linkerflank onder bevel van Parmenion hadden bereikt. Alexander zelf rukte met zijn cavalarie op naar de linkerflank van de Perzische infanterie. Volgens Plutarchus begonnen de barbaren zich te verspreiden. Alexander zette de achtervolging in en dreef de vijand naar het hart van de strijd, waar Darius in het midden van zijn linie de troepen aanvoerde. Beide partijen waren aan elkaar gewaagd.
Darius' wagens hadden gefaald, maar zijn cavalerie drong de lansiers terug. Aan de rechterzijde had de Perzische cavalerie de Macedonische linkerflank getroffen, die snel uiteenviel. Als de cavalerie de falanx zou kunnen bereiken en die uiteen zou kunnen drijven, kon Darius de rest van de troepen met zijn infanterie verslaan. Wat een slag van generaals had moeten worden, werd echter een verwarrende chaos. De stofwolken die de cavalerie had opgeworpen, verblindden beide partijen. Alexander kon, juist doordat hij zichzelf in de strijd mengde, het overzicht amper bewaren, en Darius werd gehinderd door een te groot en te onervaren leger.

### Darius tegen Alexander
Toen de Perzische cavalerie door de linkerflank van de Macedoniërs brak, geloofden de Perzen dat de overwinning binnen bereik was. Ze reden door naar het kamp van Alexander, terwijl de Macedonische rechterflank op de linkerzijde van de Perzen stuitte. De rechterflank wilde Alexander volgen, die uit was op Darius. Hier gold immers dat de strijd gestreden was als de sjah was gepakt, net als bij schaken.
Volgens de Siciliaanse historicus Diodorus Siculus weerde Darius zich uitstekend: 
De Perzische koning verwelkomde de Macedonische aanval vanaf zijn strijdwagen, zijn lijfwacht achter hem, en bedolf zijn vijand onder speren. Toen de twee koningen elkaar naderden, trof een speer van Alexander, die Darius miste, de wagenmenner achter de koning die van de wagen viel. De Perzen rondom Darius uitten luide kreten, waardoor soldaten verder weg dachten dat hun leider was getroffen. Zij vluchtten als eersten, en toen degenen achter hen, totdat het hele Perzische leger uiteen was gevallen. Nu de vijand over beide flanken naderde, werd de koning bang en trok zich terug.

## Nasleep
Het nieuws dat Alexander succes had, drong maar langzaam door tot de linkerflank van de Macedoniërs, waar Parmenion het zwaar had. Hij zette zijn reservetroepen in om de achterhoede te beschermen en was aan bijna drie zijden omsingeld. Toen Alexander hoorde dat Parmenion in het nauw was gedreven, schoot hij hem meteen te hulp. Tegen de tijd dat hij aankwam, waren de Perzen zich ten gevolge van een charge van de Thessalische cavalerie en het slechte nieuws van de rest van het slagveld al aan het terugtrekken.
Alexander trok daarna op naar de stad Arbela (Ibril) en slachtte op weg hierheen tienduizenden vluchtende Perzen af omdat hij geloofde dat Darius hem anders met deze manschappen opnieuw zou aanvallen. Darius werd later omgebracht door Bessus, de aanvoerder van zijn linkerflank en tevens zijn neef, en Alexander werd na de dood van zijn rivaal onbetwist leider van het Perzische rijk. Zijn invloed strekte zich op dat ogenblik uit van zijn moederland tot aan de Himalaya.

## Creasy
De 19e-eeuwse historicus Edward Creasy rekende de slag onder zijn vijftien meest beslissende veldslagen in de wereld omdat de veldslag ervoor zorgde dat het Macedonische leger zonder veel tegenstand ook Babylon, het economische centrum van Perzië, Persepolis, de hoofdstad van het Perzische Rijk, en Susa kon innemen, en omdat de slag zo de verspreiding van de 'westerse' Griekse cultuur naar het Oosten mogelijk maakte.